# Caimito (San Juan)
Caimito es un barrio ubicado en el municipio de San Juan en el estado libre asociado de Puerto Rico. En el Censo de 2010 tenía una población de 21.825 habitantes y una densidad poblacional de 1.558,48 personas por km².

## Geografía
Caimito se encuentra ubicado en las coordenadas 18°20′11″N 66°4′21″O / 18.33639, -66.07250. Según la Oficina del Censo de los Estados Unidos, Caimito tiene una superficie total de 14 km², que corresponden a tierra firme.
Dentro de su territorio se encuentran las urbanizaciones Apolo, Bucare, Milaville-García, Hillside, Borinquen Gardens, La Alameda, La Campina, Montehiedra, Caminos del Monte, Laderas de San Juan, Villanova y Parque Forestal. Los condóminos Mont Blanc, Sky Towers I, II y III, Apolo Tower y Reliable Tower. Las viviendas tipo walk-up Camelot, Altos del Monte, Montebrisas, Palmares y Caminos del Monte. Los sub-barrios Barrio Dulce, Minao, Canejas, Korea, Chapero, Puntito, Los Romeros, y Morcelo. Caminos Los Noa, Catala, Lourdes, Morcelo la Cuchilla, Cottos, Pedro Viera, Dr. Colorado, Los Serranos, Bigios, García, Chiclana, Contreras, Los Reyes, Tabonucal, Romany, Olmo, Luciano Vázquez, Concepción, Betancourt y Canales. La única área comercial moderna es Montehiedra Town Center y tiene acceso directo al expreso Luis A Ferre para Caguas y San Juan por su lado este mientras que por el oeste y sur accesan la carr # 1 y el Martínez Nadal por la ave. Las Cumbres. La carr 842 lo atraviesa de norte a sur. Colinda por el norte con el barrio Frailes de Guaynabo y Río Cañas de Caguas por el sur.

## Demografía
Según el censo de 2010, había 21.825 personas residiendo en Caimito. La densidad de población era de 1.558,48 hab./km². De los 21.825 habitantes, Caimito estaba compuesto por el 73.21% blancos, el 15.55% eran afroamericanos, el 0.41% eran amerindios, el 0.24% eran asiáticos, el 7.34% eran de otras razas y el 3.24% pertenecían a dos o más razas. Del total de la población el 98.62% eran hispanos o latinos de cualquier raza.